# Осьминоги
Осьмино́ги, или спру́товые (лат. Octōpoda, от др.-греч. ὀκτώ «восемь» и πούς «нога»), — самый известный отряд головоногих моллюсков. Типичные осьминоги, описанные в этой статье, — представители подотряда Incirrina, придонные животные. Но некоторые представители этого подотряда и все виды второго подотряда Cirrina — пелагические животные, обитающие в толще воды, причём многие из них встречаются только на больших глубинах. Наука, изучающая осьминогов и других головоногих моллюсков, называется теутология.

## Строение и физиология
Тело у осьминогов короткое, мягкое, сзади овальное. Ротовое отверстие расположено в месте, где сходятся его щупальца, а анальное отверстие открывается под мантией. Мантия напоминает морщинистый кожаный мешок. Рот осьминога снабжён двумя мощными челюстями, похожими на клюв попугая. В глотке имеется тёрка (радула), которая перетирает пищу.

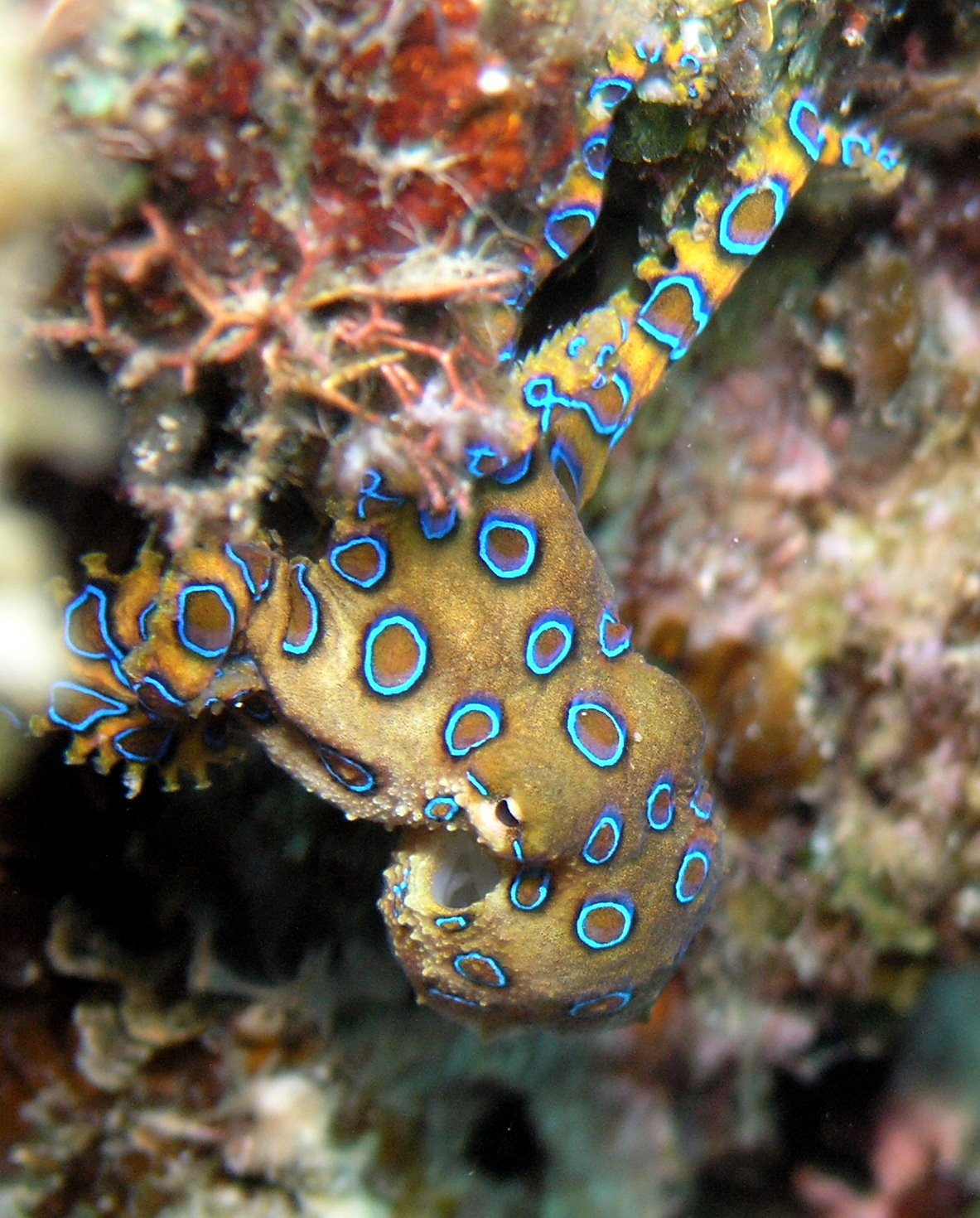
Укус ядовитого синекольчатого осьминога Hapalochlaena lunulata может оказаться для человека смертельным

Голова несёт восемь длинных щупалец — «рук». «Руки» соединены между собой тонкой перепонкой и имеют от одного до трёх рядов присосок. На всех восьми щупальцах взрослого осьминога их около 2000, каждая из которых обладает держащей силой около 100 г, причём, в отличие от созданных человеком, присоски у осьминога требуют усилий при удержании, а не при присасывании, то есть они удерживаются только мышечным усилием.
У осьминога три сердца: одно (главное) гонит голубую кровь по всему телу, а два других — жаберных — проталкивают кровь через жабры.
Некоторые виды осьминогов ядовиты. Синекольчатые осьминоги (несколько видов из рода Hapalochlaena), обитающие у западных берегов Тихого океана, относятся к числу самых ядовитых животных мира.
У осьминогов есть необычная способность — благодаря отсутствию скелета они могут менять форму. Например, некоторые осьминоги во время охоты распластываются на дне, маскируясь под камбалу. Известна способность осьминогов проникать через удивительно маленькие отверстия.

### Нервная система и органы чувств
Мозг осьминога высокоразвит (один из самых развитых среди беспозвоночных), имеет зачаточную кору. Охватывает кольцом пищевод. Глаза большие, с хрусталиком, похожим на человеческий (однако сетчатка, в отличие от человеческой, неинвертирована: фоторецепторы направлены в сторону света). Зрачок прямоугольный.
Осьминоги способны воспринимать звук, в том числе инфразвук. На каждой «руке» расположено до десяти тысяч вкусовых рецепторов, определяющих съедобность или несъедобность предмета.

### Геном
В 2015 году было объявлено о расшифровке генома осьминога Octopus bimaculoides. Он оказался почти таким же большим, как человеческий: 2,7 миллиарда пар оснований (у человека — 3,1 миллиарда). Это довольно много для беспозвоночных, хотя и не рекордно. Кодирующих белки генов у осьминога около 34 тысяч (в то время как у человека — менее 25 тысяч).
Количество хромосом известно, в частности, для Octopus vulgaris (2n=60), O. variabilis (O. minor; 2n=56), O. ocellatus (2n=60).

### Окрас

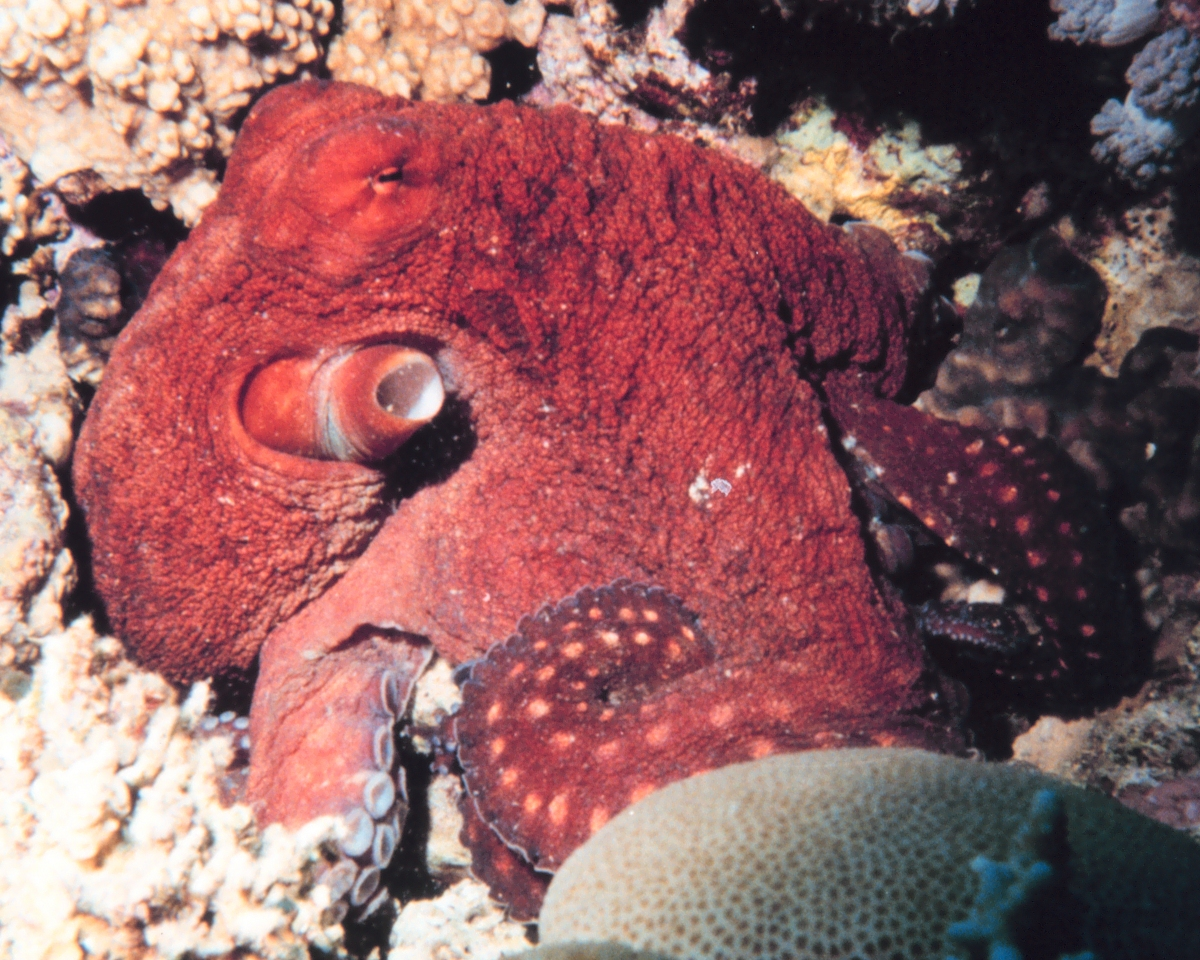
Осьминог Octopus cyanea

Обыкновенный осьминог обладает способностью изменять окраску, приспосабливаясь к окружающей среде. Это объясняется наличием в его коже клеток с различными пигментами, способных под влиянием импульсов из центральной нервной системы растягиваться или сжиматься в зависимости от восприятия органов чувств. Обычный окрас — коричневый. Если осьминог напуган — он белеет, если разгневан, то краснеет.

### Размер и масса
Длина взрослых особей составляет от 1 сантиметра (у самцов вида Argonauta argo) до 4 метров (у Haliphron atlanticus). Есть сведения, что осьминог Дофлейна может достигать длины 960 см и массы 270 кг, но обычно масса осьминогов не превышает нескольких десятков кг.

### Продолжительность жизни
Продолжительность жизни осьминогов редко превышает 5 лет, в среднем 1-3 года.

## Поведение и образ жизни
Большинство видов осьминогов ведёт придонный образ жизни, обитая среди камней, скал и водорослей. На Дальнем Востоке излюбленным укрытием молодняка являются пустые раковины приморского гребешка. Днём осьминоги менее активны, чем ночью, поэтому их считают ночными животными.
По твёрдой поверхности (в том числе по отвесной) осьминог передвигается ползком, используя щупальца с присосками. Может также плавать щупальцами назад, приводя себя в движение своеобразным водомётным движителем — набирая воду в полость, в которой находятся жабры, и с силой выталкивая её в направлении, обратном движению, через воронку, играющую роль сопла. Направление движения меняет, поворачивая воронку. Оба способа передвижения осьминога довольно медленные: плавая, он уступает в скорости рыбам. Поэтому охотиться осьминог предпочитает из засады, мимикрируя под окружение, а от преследователей старается спрятаться.
Благодаря мягкому эластичному телу осьминоги могут проникать через отверстия и щели, гораздо меньшие обычных размеров их тела, что позволяет им изощрённо прятаться во всевозможных убежищах. Селятся даже в ящиках, бидонах, автомобильных шинах и резиновых сапогах. Предпочитают укрытия с узким входом и просторным помещением. Жилище своё содержат в чистоте: «подметают» струёй воды из воронки, объедки складывают снаружи в мусорную кучу. При приближении врагов (в том числе водолазов или аквалангистов) спасаются бегством, прячась в расщелинах скал и под камнями.
Удирая, осьминоги многих видов выпускают струйки чернил — тёмной жидкости, вырабатываемой специальными железами. Эта жидкость повисает в воде в виде бесформенных полупрозрачных пятен и некоторое время держится компактно, пока не размоется водой. Зоологи пока не пришли к общему мнению о цели такого поведения. Жак Ив Кусто в книге «В мире безмолвия» высказывал предположение, что эти пятна — своего рода ложные цели, предназначенные для того, чтобы отвлечь на себя внимание нападающего и позволить осьминогу выиграть время, чтобы скрыться.
У осьминогов есть способ защиты — автотомия: схваченное врагом щупальце может оторваться за счёт сильного сокращения мышц, которые в этом случае сами себя разрывают. Оторванное щупальце в течение определённого времени продолжает двигаться и реагировать на тактильные стимулы, что служит дополнительным отвлекающим фактором для хищника, преследующего осьминога.
Зимуют многие виды в более глубоких водах, а летом переселяются на мелководье.

### Питание
Хищники. Поедают моллюсков, ракообразных, рыбу. Добычу обыкновенный осьминог захватывает всеми восемью щупальцами. Осьминог своим клювом кусает жертву, удерживая её присосками. При этом яд слюнных желёз из глотки попадает в рану жертвы. Сильно выражены индивидуальные предпочтения в еде и в способе её добывания.

### Размножение
Гнездо представляет собой ямку в грунте, обложенную валом из камней и ракушек. Яйца шарообразные, соединённые группами по 8—20 штук. После оплодотворения самка устраивает гнездо в норе или пещерке на мелководье, где откладывает до 80 тысяч яиц. Самка всегда ухаживает за яйцами: она постоянно вентилирует их, промывая потоком воды из сифона. Щупальцами она убирает посторонние предметы и грязь. В течение всего периода развития яиц самка остаётся у гнезда без еды и часто умирает после вылупления молоди. Самки глубоководных осьминогов проводят рядом с кладкой несколько лет, так как из-за низкой температуры воды развитие яиц происходит особенно долго.

### Места обитания и распространение
Обитают во всех тропических и субтропических морях и океанах, от мелководья до глубины 100—150 м. Предпочитают скалистые прибрежные зоны, отыскивая для обитания пещеры и расщелины в скалах.

### Интеллект
Осьминогов многие зоопсихологи считают самыми «умными» среди всех беспозвоночных по многим показателям: поддаются дрессировке, имеют хорошую память, различают геометрические фигуры — маленький квадрат отличают от более крупного; прямоугольник, поставленный вертикально, от прямоугольника, поставленного горизонтально; круг от квадрата, ромб от треугольника. Узнают людей, привыкают к тем, кто их кормит. Если проводить с осьминогом достаточно времени, он становится ручным. Прекрасно обучаемы. Однако об уровне разумности осьминогов продолжаются дискуссии.
Несмотря на их интеллект, мало что известно о том, как они воспринимают боль, особенно психологическую. Согласно исследованию Университета Сан-Франциско, осьминоги могут испытывать психологическую боль во многом так же, как и млекопитающие. Это исследование станет первым доказательством такого поведения у беспозвоночных.

### Социальная структура
Одиночка, территориален. Часто селится рядом с осьминогами такого же размера.

## Употребление в пищу

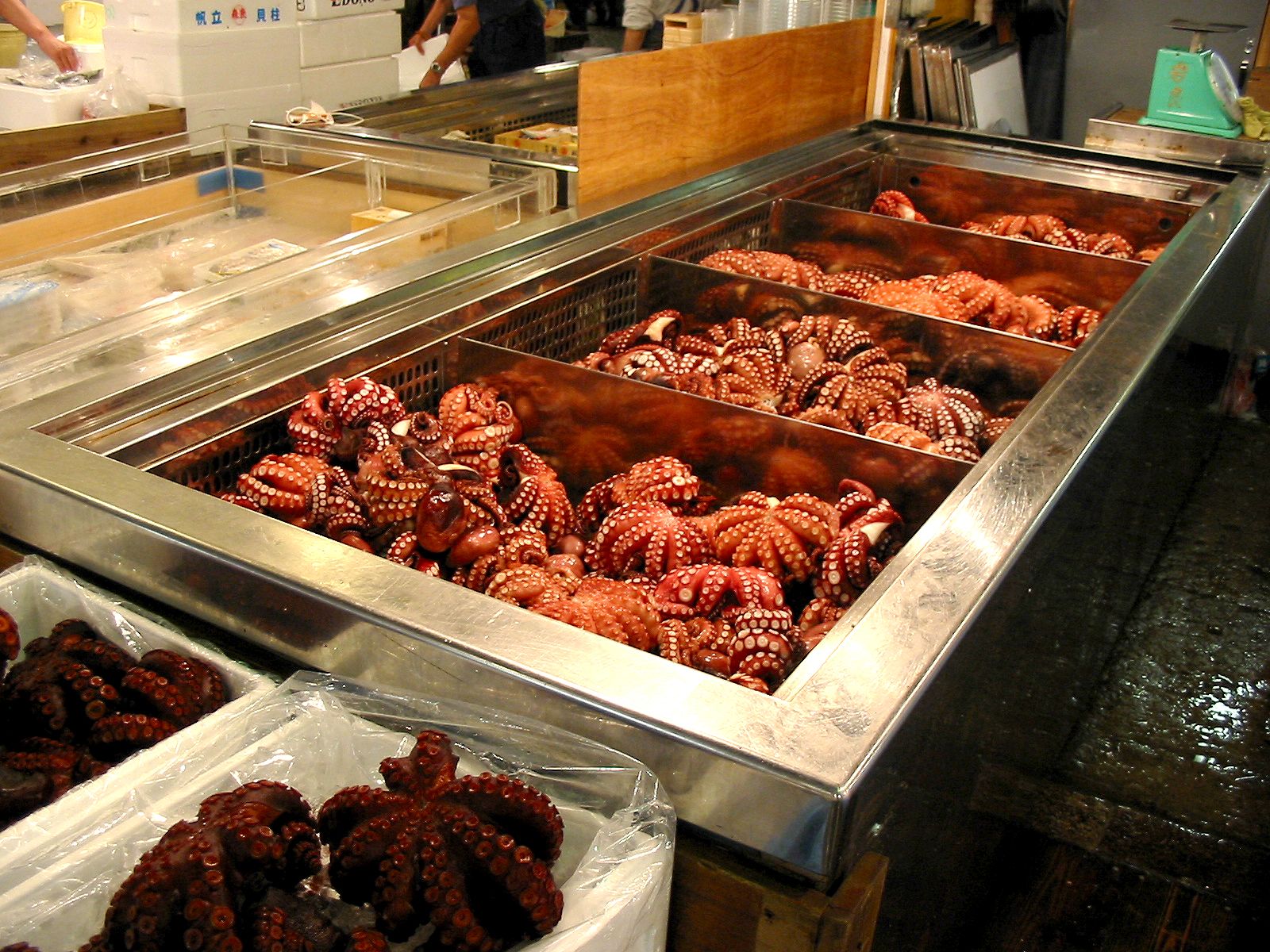
Осьминоги на рынке Цукидзи в Токио

Употребление осьминогов в пищу распространено во многих культурах.
В японской кухне осьминог — обычный продукт, из которого готовятся такие блюда, как суши и такояки. Также их едят живыми. Живых осьминогов нарезают на тонкие кусочки и съедают их в течение нескольких минут, пока мышцы щупалец продолжают конвульсировать.
Едят осьминогов и на Гавайских островах. Часто употребимы осьминоги в средиземноморской кухне. В настоящее время осьминоги в солёно-сушеном виде и в составе морских коктейлей в рассоле широко распространены и в России.
Осьминог — источник витаминов B3, B12, калия, фосфора и селена.
Готовить осьминогов следует аккуратно, чтобы избавиться от слизи, запаха и остатков чернил.

## Чернила
Чернила осьминогов и других головоногих пользуются спросом у художников за их стойкость и красивый коричневый тон (известный под названием «сепия», которое произошло от древнегреческого названия каракатиц).

## Эволюция и филогенез
Осьминоги произошли от вампироморфов, которые часто встречаются в породах юрского периода. В ходе их эволюции гладиус — рудимент раковины — подвергся дальнейшей редукции. Древнейшие осьминоги современного типа, известные в ископаемом состоянии, Styletoctopus и Keuppia, были найдены в верхнемеловых отложениях Ливана.

## Классификация
- Роды incertae sedis
  - † Род Paleocirroteuthis
  - † Род Proteroctopus
  - † Род Styletoctopus
- † Семейство Palaeoctopodidae
  - † Род Keuppia
  - † Род Palaeoctopus
- Подотряд Cirrina
- Подотряд Incirrina
  - Надсемейство Argonautoidea
  - Надсемейство Octopodoidea

## Осьминоги в популярной культуре

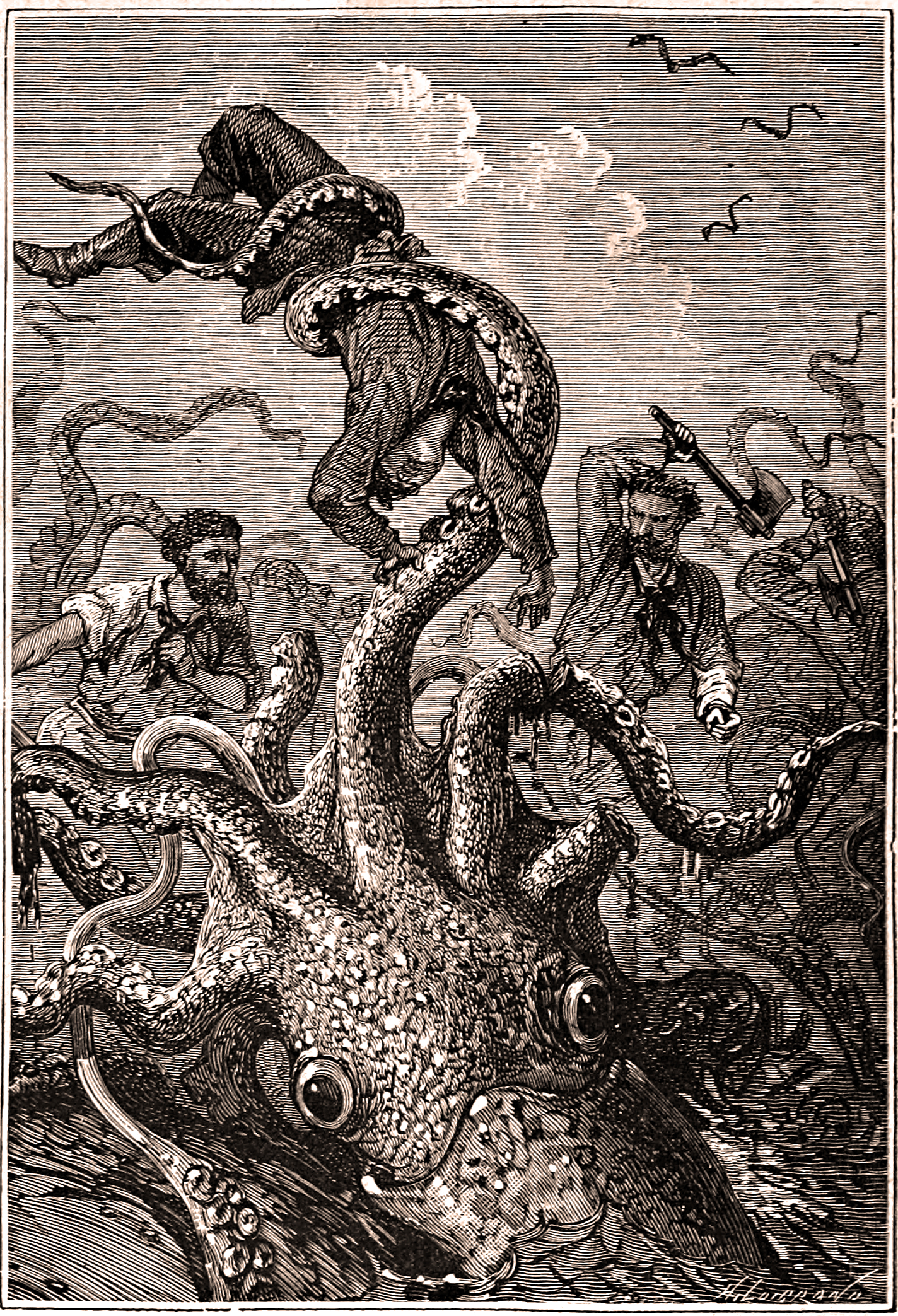
Битва команды «Наутилуса» со спрутами. Иллюстрация к роману Жюля Верна «20 000 льё под водой»

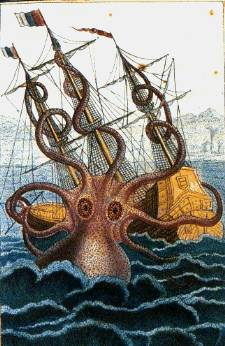
Рисунок французского натуралиста Пьера Дени де Монфора. Начало XIX века

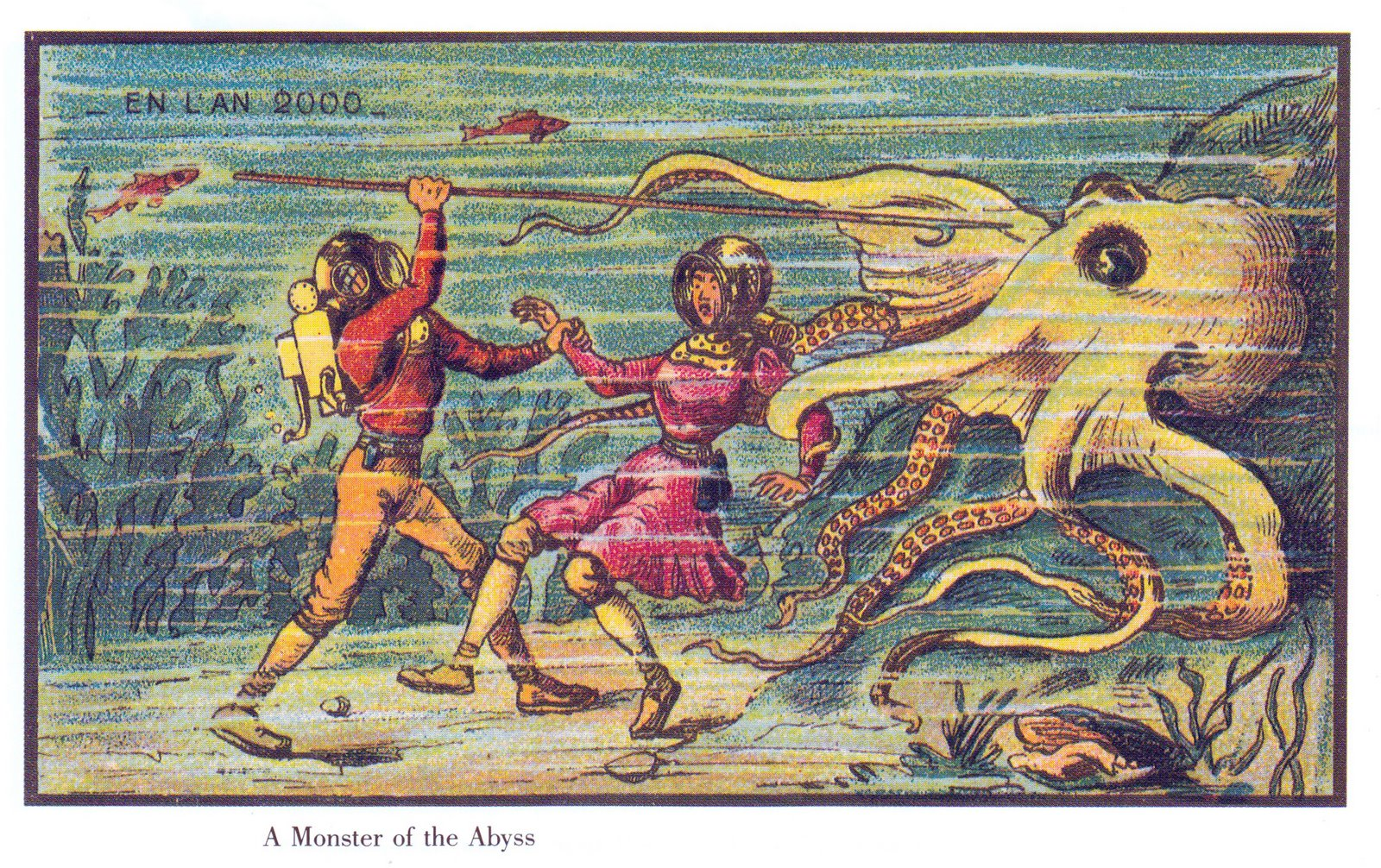
Осьминог нападает на водолазов. Открытка 1899 года

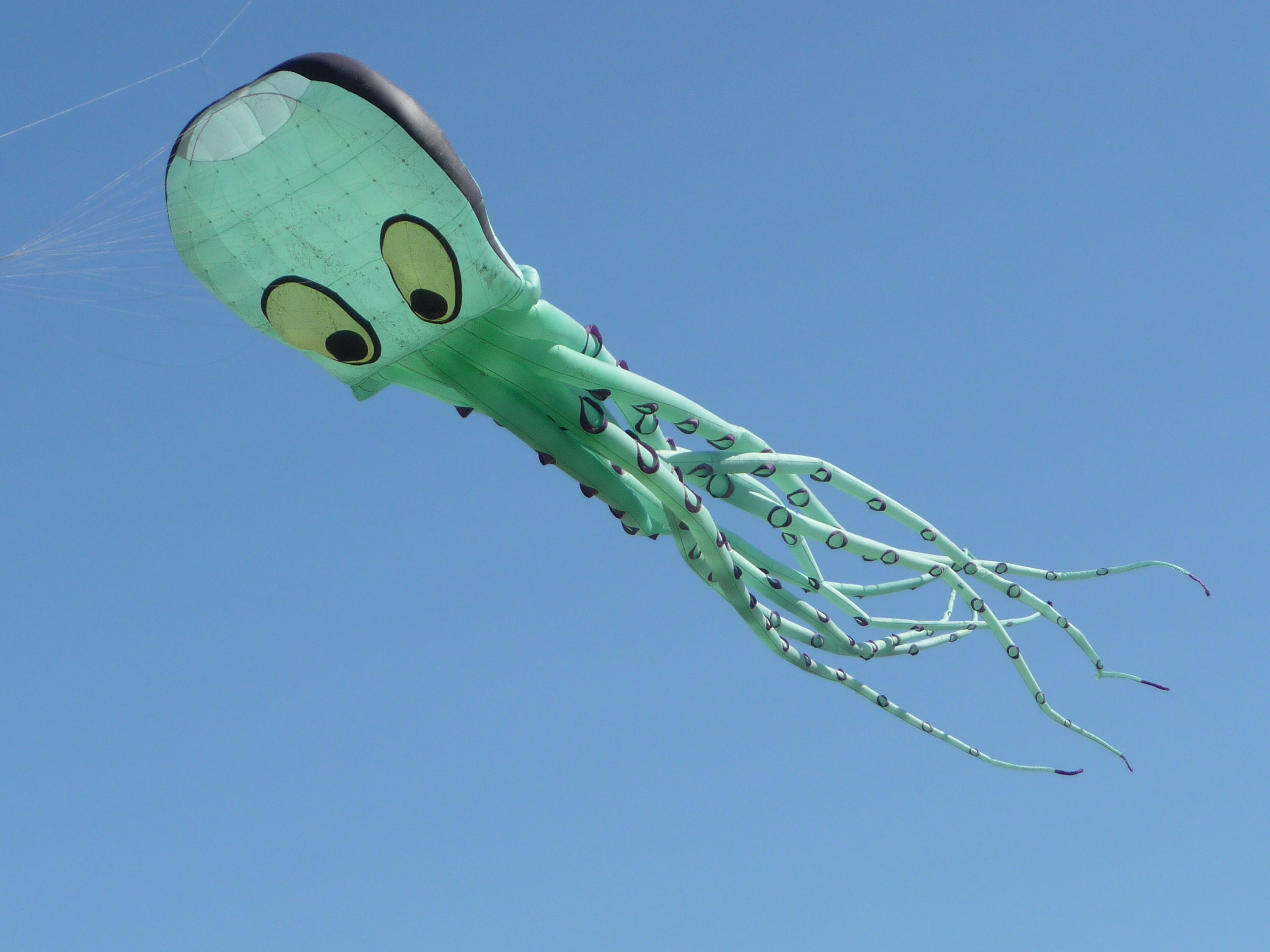
Осьминог — популярная кукла воздушного змея

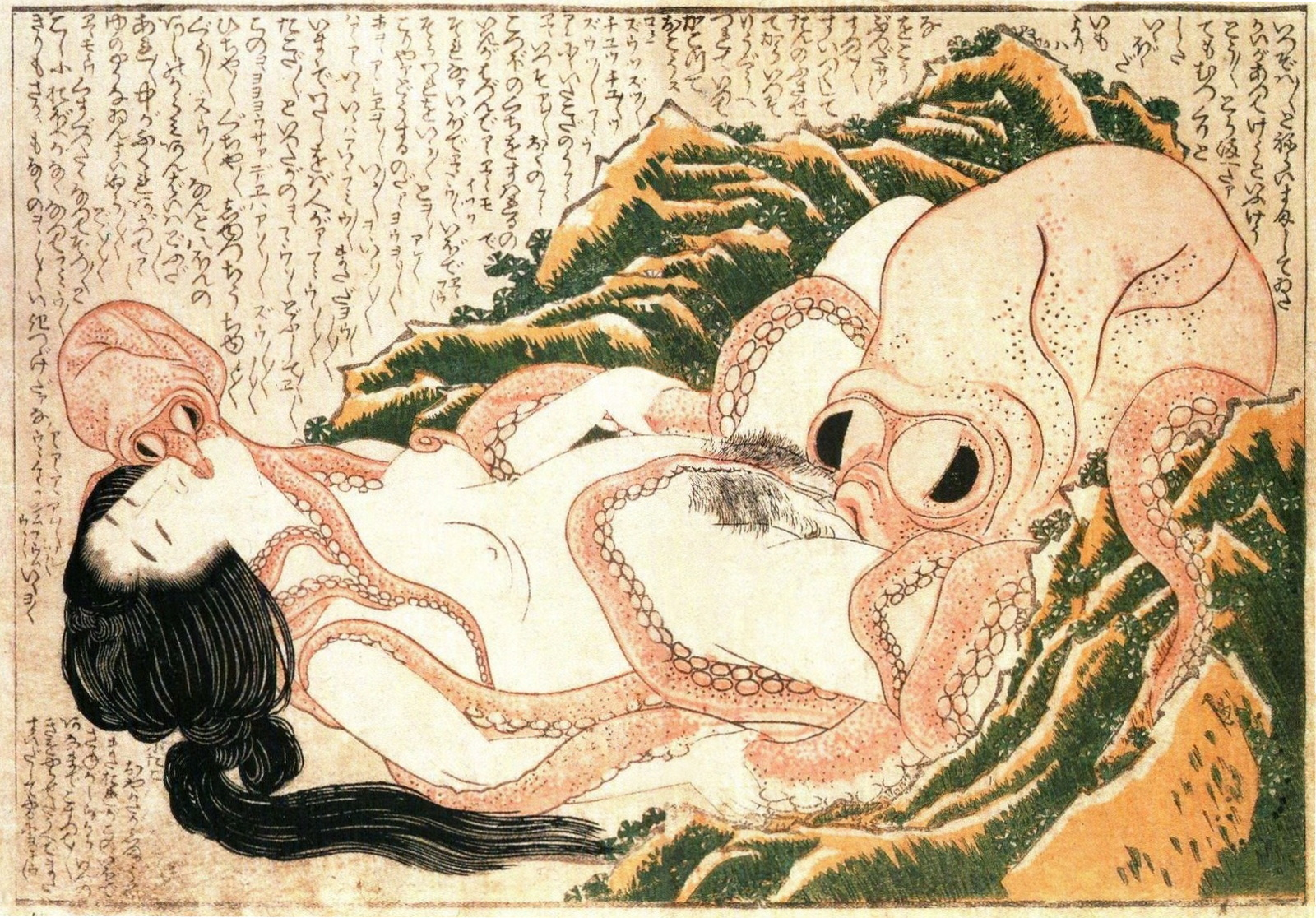
«Сон жены рыбака». Ксилогравюра Кацусики Хокусая (1814 год)

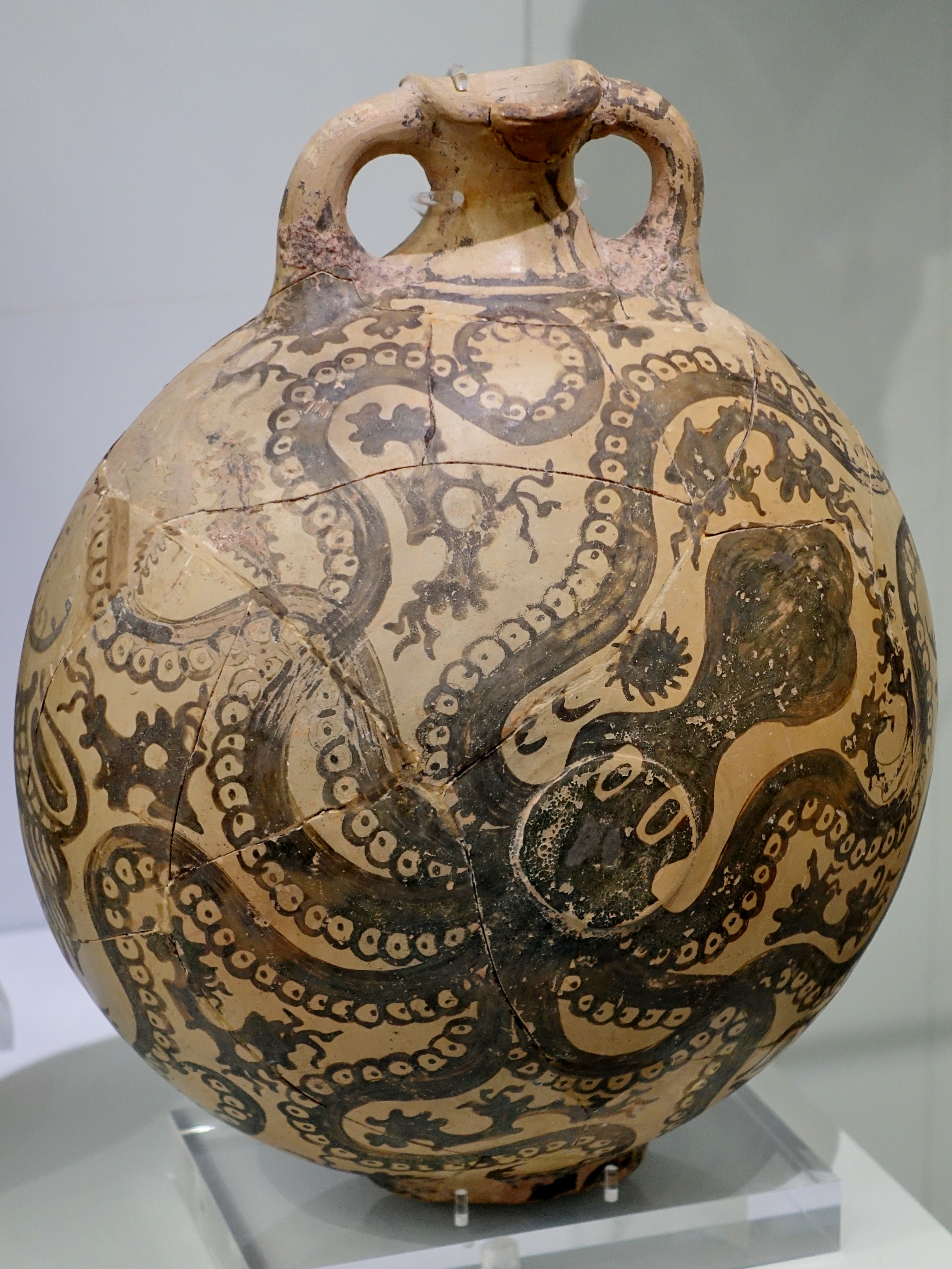
Ваза крито-микенской цивилизации. XVI век до н. э.

До изобретения акваланга, которое позволило наблюдать жизнь морских обитателей в естественных условиях, знания об их образе жизни и поведении были довольно ограничены. В ту эпоху об осьминогах сложилось представление как о свирепых, коварных и чрезвычайно опасных животных. Причиной тому, вероятно, была их пугающая внешность: змееподобные щупальца, пристальный взгляд больших глаз, присоски, служащие, как ошибочно считалось, для высасывания крови из жертв. Ответственность за гибель людей в море при невыясненных обстоятельствах нередко возлагалась на осьминогов. Человеческое воображение порождало рассказы о гигантских осьминогах (кракенах), способных не только убить человека, но и потопить крупное парусное судно.
Изображение осьминога было одним из самых популярных мотивов позднего крито-микенского искусства во 2-м тысячелетии до н. э.
Слова «спрут» и «осьминог» стали распространёнными метафорами для обозначения организаций, представляющих общественную опасность: мафии, монополии, тайных обществ, тоталитарных сект и тому подобного (например, телесериал «Спрут»).
Негативное отношение к осьминогам нашло отражение в художественной литературе. Виктор Гюго в романе «Труженики моря» (1866) красочно, но недостоверно описывает осьминога как живое воплощение абсолютного зла:

Множеством гнусных ртов приникает к вам эта тварь; гидра срастается с человеком, человек сливается с гидрой. Вы одно целое с нею. Вы — пленник этого воплощённого кошмара. Тигр может сожрать вас, осьминог — страшно подумать! — высасывает вас. Он тянет вас к себе, вбирает, и вы, связанный, склеенный этой живой слизью, беспомощный, чувствуете, как медленно переливаетесь в страшный мешок, каким является это чудовище.
Ужасно быть съеденным заживо, но есть нечто ещё более неописуемое — быть заживо выпитым.

Осьминоги были несколько реабилитированы с распространением акваланга. Жак Ив Кусто, который одним из первых наблюдал осьминогов в их естественной среде обитания, в книге «В мире безмолвия» так описывает первые пробы знакомства с этими существами:

Именно это представление об осьминоге довлело над нами, когда мы впервые проникли в подводный мир. Однако после первых же встреч со спрутами мы решили, что слова «заживо выпитый» применимы скорее к состоянию автора приведённого отрывка, чем к человеку, встретившему осьминога на деле.
Бесчисленное множество раз мы подвергали собственные персоны риску стать жертвой пристрастия спрутов к необычным напиткам. Первое время мы испытывали естественное отвращение при мысли о необходимости прикоснуться к слизистой поверхности скал или морских животных, однако быстро убедились, что наши пальцы не так уж щепетильны в этом отношении. Так, мы впервые решились тронуть живого осьминога. А их было кругом много и на дне, и на каменистых склонах. Однажды Дюма набрался храбрости и взял быка за рога, сиречь снял со скалы осьминога. Он сделал это не без опасений, однако его успокаивало то обстоятельство, что спрут был невелик, и Дюма явно представлял собою чересчур большой для него глоток. Но если Диди слегка трусил, то сам осьминог был просто в панике. Он отчаянно извивался, стараясь спастись от четырёхрукого чудовища, и, наконец, вырвался. Спрут удрал скачками, прокачивая сквозь себя воду и выбрасывая струйки своей знаменитой чернильной жидкости.
Вскоре мы уже смело подступались к головоногим любых размеров.

Достоверных свидетельств нападения осьминогов на человека нет, тем не менее отдельные виды представляют серьёзную опасность из-за ядовитых укусов, на которые их может спровоцировать человек, настойчиво пытаясь войти с ними в контакт.
В 1814 году японский художник Кацусика Хокусай опубликовал эротическую гравюру «Сон жены рыбака», на которой изображены два осьминога и женщина. Гравюра получила большую известность во всём мире и на протяжении столетий.
У фанатов хоккейного клуба НХЛ «Детройт Ред Уингз» есть традиция, зародившаяся в 1952 году, — бросать на лёд осьминогов в играх плей-офф Кубка Стэнли: восемь конечностей моллюска, по мнению фанатов, символизировали восемь побед, которые надо было одержать для завоевания трофея.